# Bilan sanguin
Le bilan sanguin, communément appelé analyse de sang, est un des éléments possibles d'un bilan de santé ou de la recherche d'explications à un symptôme pathologique. Il permet souvent de poser, vérifier ou affiner un diagnostic. Dans certains contextes, il peut inclure la recherche de métaux (pour établir un profil métallique du patient) ou d'alcool, de stupéfiants, de médicaments, etc.

## Utilité
C'est un des principaux moyens, avec l'analyse d'urine, la radiographie et l’échographie, d'exploration biologique de l'intérieur du corps.
Il est utilisé dans la médecine générale et vétérinaire (biologie clinique), ainsi que par la toxicologie et l'épidémiologie et parfois dans les domaines de la médecine légale, de la médecine professionnelle (médecin du travail, santé au travail) ou de la santé environnementale (écoépidémiologie).

## Composantes du bilan
Le bilan est plus ou moins complet selon la prescription du médecin, mais toujours basé sur une analyse de sang. Celle-ci peut inclure :
- un hémogramme, qui évalue le taux et la qualité des composants du sang par rapport à une norme ;
- l'évaluation de paramètres physicochimiques ;
- la recherche de microbes ou de parasites, au microscope et, de plus en plus souvent, par des tests immunologiques ;
- l'établissement du profil métallique[1] ;
- la recherche de radionucléides ;
- la recherche de résidus d'alcool, de drogue ou de médicaments (notamment dans le cadre de la médecine légale).